# Arondismentul Aurillac
Arondismentul Aurillac (în franceză Arrondissement d'Aurillac) este un arondisment din departamentul Cantal, regiunea Auvergne, Franța.

## Subdiviziuni

### Cantoane
- Cantonul Arpajon-sur-Cère
- Cantonul Aurillac-1
- Cantonul Aurillac-2
- Cantonul Aurillac-3
- Cantonul Aurillac-4
- Cantonul Jussac
- Cantonul Laroquebrou
- Cantonul Maurs
- Cantonul Montsalvy
- Cantonul Saint-Cernin
- Cantonul Saint-Mamet-la-Salvetat
- Cantonul Vic-sur-Cère

### Comune
| 1. Arnac (15011)                      | 2. Arpajon-sur-Cère (15012)          | 3. Aurillac (15014)                 | 4. Ayrens (15016)                   |
| 5. Badailhac (15017)                  | 6. Besse (15269)                     | 7. Boisset (15021)                  | 8. Calvinet (15027)                 |
| 9. Carlat (15028)                     | 10. Cassaniouze (15029)              | 11. Cayrols (15030)                 | 12. Crandelles (15056)              |
| 13. Cros-de-Montvert (15057)          | 14. Cros-de-Ronesque (15058)         | 15. Fournoulès (15071)              | 16. Freix-Anglards (15072)          |
| 17. Giou-de-Mamou (15074)             | 18. Girgols (15075)                  | 19. Glénat (15076)                  | 20. Jou-sous-Monjou (15081)         |
| 21. Junhac (15082)                    | 22. Jussac (15083)                   | 23. Labesserette (15084)            | 24. Labrousse (15085)               |
| 25. Lacapelle-Viescamp (15088)        | 26. Lacapelle-del-Fraisse (15087)    | 27. Ladinhac (15089)                | 28. Lafeuillade-en-Vézie (15090)    |
| 29. Lapeyrugue (15093)                | 30. Laroquebrou (15094)              | 31. Laroquevieille (15095)          | 32. Lascelle (15096)                |
| 33. Leucamp (15103)                   | 34. Leynhac (15104)                  | 35. Mandailles-Saint-Julien (15113) | 36. Marcolès (15117)                |
| 37. Marmanhac (15118)                 | 38. Maurs (15122)                    | 39. Montmurat (15133)               | 40. Montsalvy (15134)               |
| 41. Montvert (15135)                  | 42. Mourjou (15136)                  | 43. Naucelles (15140)               | 44. Nieudan (15143)                 |
| 45. Omps (15144)                      | 46. Pailherols (15146)               | 47. Parlan (15147)                  | 48. Pers (15150)                    |
| 49. Polminhac (15154)                 | 50. Prunet (15156)                   | 51. Quézac (15157)                  | 52. Raulhac (15159)                 |
| 53. Reilhac (15160)                   | 54. Roannes-Saint-Mary (15163)       | 55. Rouffiac (15165)                | 56. Le Rouget (15268)               |
| 57. Roumégoux (15166)                 | 58. Rouziers (15167)                 | 59. Saint-Antoine (15172)           | 60. Saint-Cernin (15175)            |
| 61. Saint-Cirgues-de-Jordanne (15178) | 62. Saint-Cirgues-de-Malbert (15179) | 63. Saint-Clément (15180)           | 64. Saint-Constant (15181)          |
| 65. Saint-Gérons (15189)              | 66. Saint-Illide (15191)             | 67. Saint-Jacques-des-Blats (15192) | 68. Saint-Julien-de-Toursac (15194) |
| 69. Saint-Mamet-la-Salvetat (15196)   | 70. Saint-Paul-des-Landes (15204)    | 71. Saint-Santin-Cantalès (15211)   | 72. Saint-Santin-de-Maurs (15212)   |
| 73. Saint-Saury (15214)               | 74. Saint-Simon (15215)              | 75. Saint-Victor (15217)            | 76. Saint-Étienne-Cantalès (15182)  |
| 77. Saint-Étienne-de-Carlat (15183)   | 78. Saint-Étienne-de-Maurs (15184)   | 79. Sansac-Veinazès (15222)         | 80. Sansac-de-Marmiesse (15221)     |
| 81. Siran (15228)                     | 82. La Ségalassière (15224)          | 83. Sénezergues (15226)             | 84. Teissières-de-Cornet (15233)    |
| 85. Teissières-lès-Bouliès (15234)    | 86. Thiézac (15236)                  | 87. Tournemire (15238)              | 88. Le Trioulou (15242)             |
| 89. Velzic (15252)                    | 90. Vezels-Roussy (15257)            | 91. Vic-sur-Cère (15258)            | 92. Vieillevie (15260)              |
| 93. Vitrac (15264)                    | 94. Vézac (15255)                    | 95. Yolet (15266)                   | 96. Ytrac (15267)                   |